# Amoladora neumática
Una amoladora de mano es una amoladora generalmente alimentada por aire comprimido (aunque también las hay eléctricas), diseñada para tareas de abrasión, corte o pulido en espacios reducidos o trabajos de precisión, que puede funcionar con varios accesorios. Es una variante compacta de las taladros tradicionales, con menor peso y dimensiones, pero con mayor versatilidad de manejo.

## Descripción

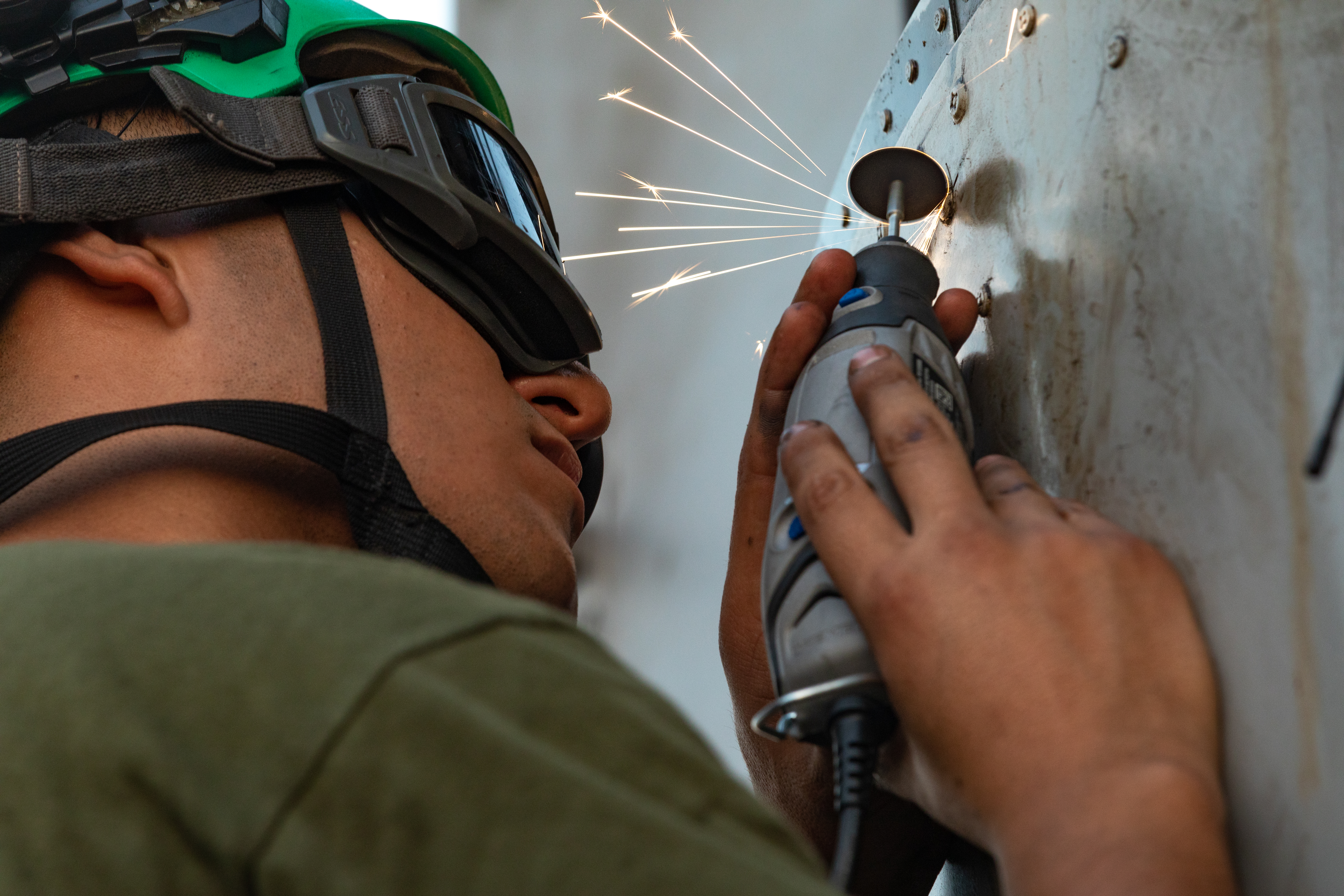
Afiladora neumática con muela cilíndrica

La muela gira a una velocidad relativamente alta para conseguir una velocidad tangencial suficiente incluso con muelas de pequeño tamaño. La velocidad está controlada por la presión del aire aplicada. En comparación con los dispositivos eléctricos, los dispositivos de aire comprimido se caracterizan por su menor relación potencia-peso.
Los modelos eléctricos constan de un motor pequeño (entre 5000 y 30000 RPM), una carcasa ergonómica y un eje con una especie de portabrocas donde se ensamblan los discos o las muelas abrasivas intercambiables. Su potencia suele oscilar entre 50W y 500W, según su uso: desde bricolaje hasta aplicaciones industriales u odontológicas.

## Funciones principales
- Abrasión: Amolar superficies con discos de grano fino o grueso.
- Corte: Uso de discos diamantados o de carburo de tungsteno para metales, cerámica, etc.
- Pulito: Con fieltro o discos de fibra, especialmente en joyería u odontología.

## Características
Las amoladoras neumáticas funcionan con aire comprimido y destacan por:
- Alta velocidad de rotación: La muela gira a altas revoluciones (hasta 30.000 RPM) para asegurar velocidad periférica adecuada incluso con muelas pequeñas. La velocidad se regula mediante la presión de aire aplicada.
- Seguridad en entornos explosivos: Al no generar chispas por no utilizar electricidad, son ideales para zonas con riesgo de explosión (como industrias químicas o refinerías).
- Ligereza: Peso reducido en comparación con modelos eléctricos de potencia equivalente.

Se usan principalmente en entornos industriales para desbarbar bordes de piezas metálicas, pero admiten múltiples accesorios (muelas, fresas, discos de pulido, etc.). También se pueden equipar con varios accesorios, tales como discos u otros accesorios de corte.

## Usos
- Bricolaje: Rectificar soldaduras, afilar herramientas.
- Industria: Ajustes en piezas pequeñas o de difícil acceso.
- Arte y artesanía: Trabajo en madera, vidrio o metales preciosos.
- Odontología: Pulido de prótesis o implantes.

## Seguridad
Como todas las amoladoras, requieren gafas de protección y manguera ajustada para evitar fragmentos proyectados. En algunos modelos, incorporan protectores anti-vibración o frenos electrónicos para mayor control.

## Impacto en la salud
Aunque las herramientas eléctricas manuales son útiles, también producen grandes cantidades de ruido, vibraciones y partículas, incluidas las partículas ultrafinas. Las partículas en suspensión en el aire son un carcinógeno del grupo 1. atmosférica, ya que pueden penetrar profundamente en los pulmones y en el cerebro desde el torrente sanguíneo, causando problemas de salud tales como enfermedades del corazón, enfermedades pulmonares y muerte prematura. No hay ningún nivel seguro de partículas. Un estudio de 2013 concluyó que "la contaminación atmosférica por partículas en suspensión contribuye a la incidencia del cáncer de pulmón en Europa". En todo el mundo, la exposición a PM 2.5 contribuyó al 4,1 millones de muertes por enfermedades cardíacas, accidentes cerebrovasculares, cáncer de pulmón, enfermedades pulmonares crónicas e infecciones respiratorias en 2016. Por lo general, las partículas en suspensión en el ambiente son.
Existen algunos estándares industriales sobre el tamaño y la cantidad de polvo emitido por las herramientas eléctricas, aunque parece que no son ampliamente conocidos ni utilizados a nivel mundial. Sabiendo que el polvo se genera durante todo el proceso de construcción y que puede causar graves riesgos para la salud, los fabricantes ahora comercializan herramientas eléctricas equipadas con colectores de polvo (por ejemplo, aspiradoras HEPA ) o sistemas integrados de suministro de agua que extraen el polvo después de la emisión. Sin embargo, el uso de estos productos aún no es habitual en la mayoría de sitios. A partir del primer trimestre de 2024, las herramientas de gasolina están prohibidas en California.
El uso de herramientas eléctricas sin protección auditiva durante un período prolongado de tiempo puede poner a una persona en riesgo de pérdida auditiva. El Instituto Nacional de Seguridad y Salud Laboral de Estados Unidos (NIOSH) ha recomendado que las personas no estén expuestas a ruidos iguales o superiores a 85 dB, con fines de prevención de la pérdida auditiva. La mayoría de herramientas eléctricas, incluyendo taladros, sierras circulares, pulidoras de banda y motosierras, funcionan a niveles de ruido superiores a los 85 límite de dB, algunos incluso superan los 100 dB. El NIOSH recomienda firmemente llevar protección auditiva mientras se utilizan este tipo de herramientas eléctricas.